# نیما شعبان‌نژاد
نیما شعبان‌نژاد (زاده ۲۱ اردیبهشت ۱۳۶۶) بازیگر اهل ایران است. شعبان‌نژاد دانش‌آموخته رشته کارگردانی تئاتر از دانشگاه آزاد اسلامی است. وی فعالیت حرفه‌ای خود را از سال ۱۳۸۳ با کارگردانی تئاتر آغاز کرد.

## زندگی
شعبان‌نژاد متولد ۲۱ اردیبهشت ۱۳۶۶ در شهر کلن، آلمان است. زمانی که چهار سال داشت به همراه خانواده‌اش در ایران ساکن شدند. مادرش ماندانا پناهنده نقاش و پدربزرگش «محمد پناهنده» از عکاسان شناخته شده است. او فارغ‌التحصیل رشتهٔ کارگردانی تئاتر است. و از سال ۱۳۸۳ به شکل حرفه‌ای، کار خود را در زمینه بازیگری تئاتر آغاز کرده است.

## فعالیت
او توسط محمد زیکساری که خود در برنامه تلویزیونی «خندوانه» نقش «استاد کهنمویی» را بازی می‌کرد به رامبد جوان معرفی شد. وی در برنامه خندوانه در شخصیت‌های مختلفی به ایفای نقش پرداخته است.

## فیلم‌شناسی

### سینما
| سال  | عنوان        | نقش   | کارگردان         | یادداشت |
| ---- | ------------ | ----- | ---------------- | ------- |
| ۱۴۰۱ | قلهک         | عنایت | مصطفی شایسته     |         |
| ۱۴۰۰ | خانه شیشه‌ای  |       | امیر پورکیان     |         |
| ۱۳۹۹ | لب خط        | رضا   | علی جبارزاده     |         |
| ۱۳۹۹ | بعد از اتفاق |       | پوریا حیدری اوره |         |
| ۱۳۹۸ | تورقوزآباد   | میلاد | علی شاه‌حاتمی     |         |
| ۱۳۹۷ | آینده        |       | امیر پورکیان     |         |

### تلویزیون
| سال       | عنوان     | نقش         | کارگردان         | یادداشت                  |
| --------- | --------- | ----------- | ---------------- | ------------------------ |
| ۱۳۹۹      | دوپینگ    | کامران اسدی | رضا مقصودی       | پخش در شبکه سه           |
| ۱۳۹۸      | سرباز     |             | هادی مقدم دوست   | پخش در شبکه سه           |
| ۱۳۹۷      | رهایم نکن | امیر        | محمدمهدی عسگرپور | پخش در شبکه سه           |
| ۱۳۹۴–۱۳۹۸ | دورهمی    | مهمان       | مهران مدیری      | فصل چهارم، قسمت سی و سوم |
| ۱۴۰۱–۱۳۹۳ | خندوانه   | بازیگر      | رامبد جوان       | پخش در شبکه نسیم         |

### نمایش خانگی
| سال       | عنوان       | نقش               | کارگردان       | یادداشت                     |
| --------- | ----------- | ----------------- | -------------- | --------------------------- |
| ۱۴۰۳      | ۳۵ میلیمتری | مهمان             | سارا کلاله     | پخش در فیلیمو و فیلم‌نت      |
| ۱۴۰۳      | جوکر ۲      | خودش              | احسان علیخانی  | پخش در فیلیمو               |
| ۱۴۰۲      | اسکار       | مجری              | مهران مدیری    | پخش در فیلیمو               |
| ۱۴۰۲      | سایه باز    | عماد (حامد یوسفی) | علی یاور       | پخش در آپرا                 |
| ۱۴۰۱      | خون‌سرد      | سروش معزی         | امیرحسین ترابی | پخش در فیلم‌نت               |
| ۱۴۰۱      | راز بقا     | ایرج              | سعید آقاخانی   | پخش در فیلم‌نت               |
| ۱۴۰۱–۱۴۰۳ | مهمونی      | مهمان             | ایرج طهماسب    | پخش در نماوا، فیلیمو و نسیم |
| ۱۴۰۰      | دراکولا     | هوشمند کامروا     | مهران مدیری    | پخش در فیلیمو و نماوا       |
| ۱۴۰۰–۱۴۰۳ | شب آهنگی    | مهمان             | حامد آهنگی     | پخش در فیلم‌نت               |
| ۱۳۹۸      | هیولا       | هوشمند کامروا     | مهران مدیری    | پخش در نماوا                |
| ۱۳۹۷      | ممنوعه      | خلیل              | امیر پورکیان   | پخش در رسانه خانگی          |

### برنامه‌ها
- ام شو (بازیگر مهمان)

### تئاتر
| سال         | نام                      | کارگردان | بازیگر |
| ----------- | ------------------------ | -------- | ------ |
| ۱۳۸۴        | مرگ در نمی‌زند            | ✓        |        |
| ۱۳۸۴        | آش‌پز نابلد               | ✓        |        |
| ۱۳۸۵        | باغ وحش شیشه‌ای           |          | ✓      |
| ۱۳۸۶        | زندانی شماره ۳ از آمریکا | ✓        |        |
| ۱۳۸۷ و ۱۳۸۹ | همسایه سطل آشغالی        | ✓        |        |
| ۱۳۸۸        | میر نوروزی               |          | ✓      |
| ۱۳۸۹        | طعم گس مرگ               |          | ✓      |
| ۱۳۸۹        | نبرد و مدآ               |          | ✓      |
| ۱۳۸۹        | آزادی در بن‌بست تاریکی    | ✓        |        |
| ۱۳۸۹        | چهار فصل مثل هم          | ✓        |        |
| ۱۳۸۹ و ۱۳۹۰ | محاکمه در کوهستان        | ✓        |        |
| ۱۳۹۰        | در انتهای هر سفر         |          | ✓      |
| ۱۳۹۰        | شاگرد دماغ‌ساز            |          | ✓      |
| ۱۳۹۰        | باگانه                   |          | ✓      |
| ۱۳۹۲        | لابیرنت                  |          | ✓      |
| ۱۳۹۲        | جمجمه‌ای در کانه مرا      |          | ✓      |
| ۱۳۹۴        | توضیح واضحات             | ✓        |        |
| ۱۳۹۴        | خشم اژدها                |          | ✓      |
| ۱۳۹۵        | چیدمان غلط               |          | ✓      |
| ۱۳۹۶        | دریبل                    |          | ✓      |
| ۱۴۰۱        | پلاس پلاس به توان ۲      | ✓        | ✓      |

## جوایز و نامزدی‌ها
| سال  | عنوان   | جشنواره  | دسته                             | نتیجه    | منبع   |
| ۱۴۰۲ | راز بقا | جشن حافظ | بهترین بازیگر مرد کمدی تلویزیونی | نامزدشده | [ ۱۴ ] |